# Gromadka
Gromadka (deutsch Gremsdorf) ist ein Dorf im Powiat Bolesławiecki der Woiwodschaft Niederschlesien in Polen. Es ist Sitz der gleichnamigen Landgemeinde mit 5317 Einwohnern (Stand 31. Dezember 2020).

## Geographie
Gromadka liegt ca. 32 km nordwestlich von Legnica in der Schlesisch-Lausitzer Tiefebene.

## Geschichte
Unter dem deutschen Namen Gremsdorf wird der Ort 1554 zum ersten Mal erwähnt. 1845 lebten 490 Menschen im Ort. 1945 wurde das Dorf in Gromadka umbenannt. 1988 erfolgte die Zusammenlegung der Dörfer Gromadka und Grodzanowice (deutsch Greulich). Von 1975 bis 1998 gehörte das Dorf zur Woiwodschaft Legnica.

## Gemeinde
Zur Landgemeinde (gmina wiejska) Gromadka gehören das Dorf selbst und 14 weitere Dörfer mit Schulzenämtern (sołectwa). Die Gemeinde hat eine Flächenausdehnung von 267,3 km². 20 % des Gemeindegebiets werden landwirtschaftlich genutzt, 68 % sind mit Wald bedeckt.